# St. Margaretha (Finsterlohr)

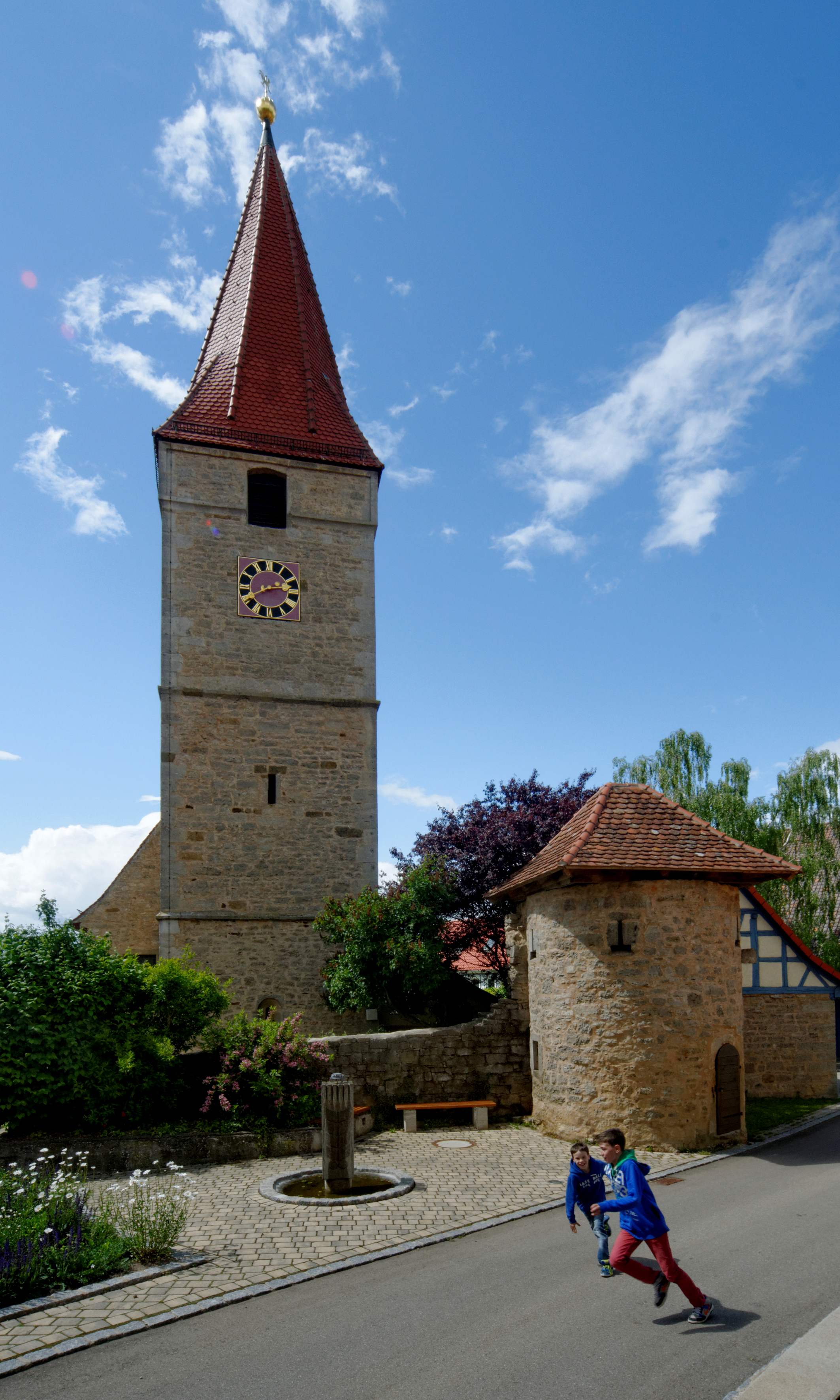
St. Margaretha in Finsterlohr

Die evangelische Pfarrkirche St. Margaretha steht in Finsterlohr, einem Ortsteil der Stadt Creglingen im Main-Tauber-Kreis in Baden-Württemberg. Das Bauwerk ist beim Landesamt für Denkmalpflege Baden-Württemberg als Baudenkmal eingetragen. Die Kirchengemeinde gehört zum Kirchenbezirk Weikersheim der Evangelischen Landeskirche in Württemberg.

## Beschreibung
Die Saalkirche ist im Kern eine romanische Wehrkirche, wie an den Schießscharten zu erkennen ist, und die 1744 umgebaut wurde. Sie besteht aus einem Langhaus und einem frühgotischen Chorturm im Osten, dessen aufgestocktes Geschoss die Turmuhr beherbergt, deren Zifferblätter die Klangarkaden verdeckt, hinter denen sich der Glockenstuhl mit den drei Kirchenglocken befindet. Darauf sitzt seit 1430 ein spitzer, achtseitiger Helm. 
Der Innenraum des Chors, also das Erdgeschoss des Chorturms, ist mit einem frühgotischen Kreuzrippengewölbe mit einer Rosette als Schlussstein überspannt.